# Adrien Bertrand
Adrien Bertrand (n. 4 august 1888, Nyons, Drôme, Franța – d. 18 noiembrie 1917, Grasse, Alpes-Maritimes, Franța) a fost un scriitor francez care a câștigat Premiul Goncourt în 1958. Scurta sa carieră a fost punctată de o serie de romane suprarealiste antirăzboi, scrise în timp ce Bertrand zăcea pe moarte din cauza complicațiilor cauzate de o rană pe care a suferit-o în timp ce se afla în Armata Franceză în Primul Război Mondial.

## Biografie
Bertrand s-a născut în 1888 în Nyons, Drôme și, după ce a urmat școala din localitatea natală, a plecat la Paris, unde a lucrat ca jurnalist la o serie de ziare, printre care Paris-Midi și L'Homme libre. În această perioadă a înființat și o revistă literară numită Les Chiméres, pe care a folosit-o ca vehicul pentru a face publicitate ideilor socialiste și a poeziei suprarealiste, precum și pentru a da o voce oamenilor cu o minte asemănătoare. Bertrand a fost un pacifist și la scurt timp după împlinirea a 26 de ani a început Primul Război Mondial, dar totuși s-a alăturat armatei franceze imediat, într-o unitate de cavalerie. În următoarele trei luni, el s-a aflat pe front împotriva armatei germane și și-a făcut un nume în unitatea sa cu câteva fapte îndrăznețe.
La sfârșitul lunii octombrie 1914 un obuz german a explodat în unitatea sa, iar o bucată de șrapnel i-a intrat în piept lui Bertrand, provocându-i daune ireparabile plămânilor. Bertrand a supraviețuit și, în cele din urmă, a fost transferat la un spital militar, care era, de fapt, un ospiciu. Medicii l-au informat că plămânii lui nu vor mai funcționa niciodată corect, că urma să stea permanent la pat și că moartea era inevitabilă având în vedere starea sa. Confruntat cu perioade lungi de odihnă forțată la pat, Bertrand a revenit la scris și a finalizat două lucrări înainte să moară.

## Operă
- 1908 Catulle Mendès, non-ficțiune
- 1910 E. Brieux, non-ficțiune
- 1915 Les jardins de Priape, poezie
- 1916 L'Appel du Sol, roman
- 1917 L'Orage sur le jardin de Candide, povestiri scurte
- 1917 Le Verger de Cypris, poezie